# Puy-Saint-Vincent
 Puy-Saint-Vincent  es una comuna y población de Francia, en la región de Provenza-Alpes-Costa Azul, departamento de Altos Alpes, en el distrito de Briançon y cantón de L'Argentière-la-Bessée. Está integrada en la Communauté de communes du Pays des Écrins .

## Demografía
| 142 | 117 | 171 | 298 | 235 | 267 |
| Para los censos de 1962 a 1999 la población legal corresponde a la población sin duplicidades (Fuente: INSEE [Consultar]) |     |     |     |     |     |